# サンナ・カインホアFC
サンナ・カインホアFC（英: Sanna Khanh Hoa BVN Football Club, ベトナム語: Câu lạc bộ bóng đá Sanna Khánh Hòa BVN）は、2013年に創設されたベトナムのカインホア省ニャチャンをホームタウンとするサッカークラブ。

## 過去の成績
- 2014 Vリーグ2 : 2位 (昇格)